# Madonna (film)
Pour les articles homonymes, voir Madonna (homonymie).
Pour plus de détails, voir Fiche technique et Distribution.
Madonna (마돈나) est un film sud-coréen réalisé par Shin Su-won, sorti en 2015. Il est présenté dans la section Un certain regard au Festival de Cannes 2015.

## Fiche technique
- Titre original : 마돈나
- Titre français : Madonna
- Réalisation : Shin Su-won
- Scénario : Shin Su-won
- Photographie : Yun Ji-woon
- Montage : Lee Do-hyun
- Musique : Ryu Jae-ah
- Pays d'origine : Corée du Sud
- Format : Couleurs - 35 mm - 2,35:1
- Genre : drame
- Durée : 121 minutes
- Date de sortie :
  -  France : 20 mai 2015 (Festival de Cannes 2015)
  -  Corée du Sud : 2 juillet 2015

## Distribution
- Seo Yeong-hie : Hae-rim
- Kwon So-hyeon : Mi-na
- Kim Young-min : Sang-woo
- Byeon Yo-han : Hyeok-gyoo
- Ko Seo-hee : Hyeon-joo
- Yoo Soon-cheol : Cheol-oh

## Prix
- 2015 : meilleure espoir féminin pour Kwon So-hyeon au Korean Association of Film Critics Awards.